# Am Großen Bruch
Am Großen Bruch är en kommun i Landkreis Börde i förbundslandet Sachsen-Anhalt i Tyskland.
Kommunen bildades den 1 juli 2004 genom en sammanslagning av de tidigare kommunerna Gunsleben, Hamersleben och Neuwegersleben och ombildades den 1 januari 2010 när Am Großer Bruch och Wulferstedt gick samman i nya Am Großer Bruch. 
Kommunen ingår i förvaltningsgemenskapen Westliche Börde tillsammans med kommunerna Ausleben, Gröningen och Kroppenstedt.